# 허은
허은은 대한민국의 배우이다.

## 학력
김해 삼방고등학교 졸업
대경대학교 모델학과 졸업

## 출연작품

### 드라마
| 연도 | 방송사 | 제목          | 역할   | 비고    |
| ---- | ------ | ------------- | ------ | ------- |
| 2016 | KBS 2  | 미싱코리아    |        | 6부작   |
| 2018 | KBS 1  | 비켜라 운명아 | 유비서 | 124부작 |
| 2019 | 미정   | 사자          | 선집사 | 16부작  |

## 경력
- 2016년 서울컬렉션 오프닝 모델
- 2015년 중국 최대미인대회 '레일리스타' 2위
- 2013년 '인삼아가씨' 3위
- 2013 ~ 2015 대경대학교 학교 모델